# Braunweiler
Braunweiler é um município da Alemanha localizado no distrito (Kreis ou Landkreis) de Bad Kreuznach, na associação municipal de Verbandsgemeinde Rüdesheim, no estado da Renânia-Palatinado.